# Mostkovice
Mostkovice (en allemand : Mostkowitz) est une commune du district de Prostějov, dans la région d'Olomouc, en Tchéquie. Sa population s'élevait à 1 646 habitants en 2025.

## Géographie
Mostkovice se trouve à 4,3 km à l'ouest du centre de Prostějov, à 20 km au sud-ouest d'Olomouc et à 201 km à l'est-sud-est de Prague.
La commune est limitée par Bílovice-Lutotín et Kostelec na Hané au nord, par Smržice à l'est, par Prostějov à l'est et au sud-est, par Seloutky au sud, et par Krumsín, Plumlov, Ohrozim et Lešany à l'ouest.

## Histoire
La première mention écrite de la localité date de 1131.

## Transports
Par la route, Mostkovice se trouve à 5,6 km de Prostějov, à 23 km d'Olomouc et à 257 km de Prague.